# Diego Laynez
Diego Laynez (ou Lainez, ou ainda, Laines) foi um jesuíta espanhol e teólogo (19 de janeiro de 1512 - 1565). Foi o segundo Superior Geral da Companhia de Jesus, logo após Inácio de Loyola.
Nasceu na cidade de Almazán em Castela. Após a graduação em Alcalá vai a Paris onde encontra Inácio de Loyola. Ele foi um dos seis que, junto com Inácio formaram o grupo conhecido como Companheiros no Senhor que foi o germe da Companhia de Jesus. Na Igreja de Santa Maria em Montmatre tomou os votos de pobreza e castidade. E então Laynez e seus companheiros decidem ir até Jerusalém.
Como não havia navio disponível para a Palestina, não foi possível a peregrinação inicialmente planejada. Resolvem então, os companheiros, oferecer seus serviços ao Papa.
Já no Concílio de Trento, Laynez era um dos peritos (teólogo) a serviço de Paulo III, destacando-se no concílio, especialmente na fase final (1562-63). Foi posteriormente convidado a suceder a Inácio de Loyola como superior-geral da Companhia. Na época era professor de teologia escolástica em La Sapienza.
Quando Inácio morreu, Laynez torna-se algo como um vigário-geral da companhia. Devido a crises internas e uma difícil relação com o Papa Paulo IV, só dois anos após a morte de Inácio, em 1558, Diego Laynez se torna o segundo Superior Geral da Companhia de Jesus.
Com a morte do Papa Paulo IV muitos cardeais cogitaram de eleger Laynez como o próximo Papa, mas, evitando os cardeais, Laynez não aceitou.

## Escritos
- Lainii Monumenta: Epistolae et Acta
- Disputationes Tridentinae